# Allocyclosa bifurca
Allocyclosa bifurca är en spindelart som först beskrevs av Henry Christopher McCook 1887.  Allocyclosa bifurca ingår i släktet Allocyclosa och familjen hjulspindlar. Inga underarter finns listade i Catalogue of Life.